# Ultima VI: The False Prophet
Ultima VI: The False Prophet (dt. Ultima VI: Der Falsche Prophet) ist der sechste Teil der Ultima-Rollenspiel-Reihe. Es war das letzte Spiel der „Age of Enlightenment“-Trilogie (dt. „Zeitalter der Erleuchtung“). Es wurde von Origin Systems entwickelt und 1990 veröffentlicht.

## Plot
Einige Jahre nachdem Lord British nach den Vorkommnissen in Ultima V auf seinen Thron zurückgekehrt ist, wird der Avatar gefangen genommen und soll, auf einen Altar gefesselt, von rothäutigen, teufelsgleichen Kreaturen als Opfergabe dargebracht werden: den Gargoyles. Gerade noch rechtzeitig erscheinen mit Shamino, Dupre und Iolo drei der Gefährten des Avatar, können diesen befreien und zudem einen heiligen Text in ihren Besitz bringen, den ein Gargoyle-Priester in den Händen hielt.
Die Gruppe entkommt, verfolgt von drei Gargoyles, durch ein Mondtor in das Schloss von Britannia. Das Spiel beginnt mit dem Kampf des Spielers gegen die Gargoyles im Thronsaal von Lord British. Nach dem Kampf erfährt der Avatar, dass die Schreine der Tugend von den Gargoyles besetzt wurden und er macht sich auf, die Schreine zu befreien und Britannia vor den Eindringlingen zu retten.
Erst später im Spiel erfährt der Avatar, das der Sachverhalt aus Sicht der Gargoyles anders ist, als es zunächst den Anschein hatte. Tatsächlich sind es keineswegs wilde und mordlüsternde Kreaturen, sondern sehr fürsorgliche Wesen, die sogar ein eigenes Wertesystem besitzen und leben. Der Kampf gegen die Gargoyles weicht damit den Anstrengungen, Frieden mit ihnen zu schließen.

## Gameplay
In diesem Spiel wurde das erste Mal im Rahmen der Ultima-Reihe auf die Nutzung unterschiedlicher Skalierungen für Objekte verzichtet. In früheren Spielen der Reihe wurden Schlösser, Verliese und sogar ganze Städte durch ein einzelnes Symbol dargestellt, welches sich nach Betreten als komplett neue Karte öffnete. Ultima VI nutzt im gesamten Spiel nur eine einzige, gleichbleibende Skalierung. Dies führt einerseits dazu, dass sich der Spielfluss unterbrechungsfrei gestaltet; andererseits haben nun auch die Verliese die pseudo-isometrische Draufsicht, wie der Rest der Spielwelt (Diese waren in den Spielen Ultima I bis V aus der Egoperspektive zu erkunden). Das Spiel behielt das Kachelgrafiksystem und den Bildschirmaufbau der drei Vorgänger bei, überarbeitete aber die Optik und Detailtiefe der Grafik, um die Möglichkeiten der gerade erschienen VGA-Grafikkarten für PCs voll ausschöpfen zu können. So wurden zum Beispiel Porträts der Nichtspieler-Charakter eingeblendet, wenn man mit diesen sprach; etwas, das auf den klassischen Apple II noch unvorstellbar war.

## Entwicklung
Die Ultima-Reihe wurde zu Beginn auf und für die Apple II Serie entwickelt. Um 1990 herum war der Markt für 8-Bit-Computer, wie der Apple II einer war, jedoch schon stark rückläufig und die Pläne für den sechsten Teil der Ultima-Reihe sprengten zudem die Möglichkeiten der 8-Bit-Hardware. Folgerichtig war Ultima VI der erste Teil der Reihe, welches nicht mehr für den Apple II portiert oder verfügbar war.
Es war damit eines der ersten großen Computerspiele, die klar auf das Segment der PC-Systeme mit ihrer VGA-Grafik und Maussteuerung abgestellt war, während bei anderen Spieleentwicklern immer noch das Amiga-System im Mittelpunkt stand. Das Spiel unterstützte zudem Soundkarten für die musikalische Untermalung; etwas, das zu diesem Zeitpunkt noch lange keine Selbstverständlichkeit war. Die anderen Soundeffekte, etwa Schwerterklang, Explosionen und dergleichen, wurden weiter über den PC-Lautsprecher ausgegeben. Die Amiga-Version selbst war eine einfache Portierung der PC-Version. Durch die daher nicht vorgenommene Neuprogrammierung lief das Spiel sehr langsam und wurde allgemein auf den Amiga-Geräten der ersten und zweiten Generation ohne Beschleunigungskarte als „unspielbar“ bezeichnet. Das einzige 8-Bit-Computersystem, auf welches das Spiel portiert wurde, war der zu dieser Zeit immer noch sehr erfolgreiche Commodore 64. Die C64-Version unterscheidet sich jedoch wegen der hohen Hardware-Anforderungen des Originals signifikant von der PC-Version: so mussten sowohl an der Ästhetik gespart werden (die Porträts der NPCs fehlen) als auch am Gameplay selbst: Es gibt keine Pferde, magische Steine haben keine Funktion und viele der Aufgaben mussten vereinfacht und Dialoge gekürzt werden. Es wird daher als das schlechteste Ultima für den C64 angesehen.
Auch für die in Japan sehr beliebte FM Towns Plattform wurde Ultima VI portiert. Bemerkenswert ist diese Version vor allem, da es die einzige vollständig vertonte ist. Die CD-ROM enthielt sowohl die englische wie auch die japanische Sprachversion. Bemerkenswert ist diese Version auch deshalb, weil die Stimmen zumeist von den Origin-Mitarbeitern eingesprochen wurden, auf denen die Charaktere des Spiels basieren (mit Richard Garriott als Lord British, Greg Dykes als Dupre etc.)

## Rezeption
Ultima VI erhielt insgesamt positive Kritiken. Im Katalog von MobyGames hat der Titel einen „Moby Score“ von 7,9. Basierend auf 36 Kritikermeinungen ergibt sich eine durchschnittliche Bewertung von 86 %, aus 115 Nutzerwertungen ein Stand von 4 von 5 Punkten (September 2023). Über die verschiedenen Plattformen hinweg werden die Menge an Inhalt und Interaktionsmöglichkeiten, die Grafik sowie die einfache Steuerung gelobt. Im Vergleich zum Vorgänger stelle der Titel eine deutliche Verbesserung dar.

### Amiga
Steve Cook vergibt in Advanced Computer Entertainment das Prädikat „Ace Rated 950“ (was ungefähr der Skala 9/10 entspricht). Ultima VI sei nichts weniger als ein Rollenspiel „auf dem neuesten Stand der Technik“, das neue Maßstäbe setze. Im Vergleich zum Vorgänger hätten sich Zugang und Steuerung deutlich verbessert. Damit sei das Spiel in seiner Handhabung so einfach, wie es „komplex in der Spielmechanik“ ausfalle. Sowohl Geschichte, Gameplay, Rätsel als auch Charakterentwicklung würden „enorme Tiefe“ bieten.
Schon nach kurzer Spielzeit war der Rezensist der Amiga Action gefesselt von der Menge an Aufwand, die in die Entwicklung von Ultima VI geflossen sein müsse. Die Grafik könne ebenfalls überzeugen und präsentiere zahlreiche „herrlich detaillierte“ Bildschirme. Zwar habe der Titel keine Soundeffekte, würde aber durch die konstante Musik zusammengehalten. Die einfache Steuerung hätte allerdings direkter ausfallen können. Insgesamt müsse es derzeit eines der größten und interaktivsten Rollenspiele auf dem Markt sein.

### Commodore 64
Ultima VI sei eines der „beeindruckendsten Rollenspiele seiner Zeit“, urteilt die Videospielzeitschrift Zapp! 64 und vergibt eine Gesamtwertung von 98 %. In der Fläche könne man den aktuellen Ableger der Reihe mit dem Vorgänger vergleichen, dank der „extrem detaillierten Umgebungen“ falle das Spiel trotzdem gut 16 Mal umfangreicher aus. Die Welt, Handlung, Fülle an Inhalt und Interaktionsmöglichkeiten seien „einfach unglaublich“.

### PC
Paul Rand zieht in Computer + Video Games mit 90 % ein ähnliches Fazit: Wenig überraschend stelle Ultima VI den größten und ambitioniertesten Teil der Reihe dar. Dank der „extrem einfachen Benutzeroberfläche“ gehe die Steuerung leicht von der Hand, die Grafik „funktioniere hervorragend“. Bei der Menge an gebotenen (Neben-)Aufgaben könne man fast schon leicht den Überblick verlieren.

## Fan-Remakes
Ein Fan-Remake von Ultima VI, welches auf der Engine von Dungeon Siege aufsetzt, The Ultima 6 Project (aka Archon), wurde am 5. Juli 2010 fertiggestellt. Im Februar 2013 wurde eine fehlerkorrigierte Version 1.1. nachgeschoben, die allerdings nicht zu Version 1.0 kompatibel ist. Eine deutsche Übersetzung des Spiels wurde im August 2014 fertig und zum Download bereitgestellt.
Ein anderes Remake, basierend auf der Exult-Engine, nutzt die Grafiken von Ultima VII. Ultima 6 Online ist eine Multiplayer-Online-Version von Ultima VI.
Zudem gibt es mit Nuvie ein Open-Source-Projekt eines Remakes, welches zum Ziel hat eine eigene Engine zur Verfügung zu stellen, um so Ultima VI, wie auch die technisch ähnlichen Martian Dreams und Savage Empire, auf modernen Computern spielbar zu machen.

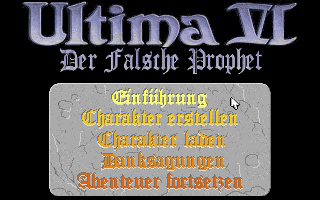
Bildschirmfoto des Startbildschirms von Ultima VI in der eingedeutschten Version

## Übersetzungen
The False Prophet wurde offiziell ausschließlich in Englisch, ggf. mit übersetzter Anleitung veröffentlicht. Neben der offiziellen Version existieren jedoch diverse von der Spielergemeinschaft erstellte Übersetzungen, unter anderem auf Spanisch und Italienisch. Hierfür wurden Hilfsprogramme verwendet, welche das Dekompilieren, Verändern und Rekompilieren der vom Spiel verwendeten Dialogdateien ermöglichen. Solcherart erstellte inoffizielle Übersetzungen existieren ebenfalls für Ultima VII: The Black Gate und Ultima VII Teil 2: Serpent Isle.
Passend zum 25-jährigen Jubiläum der Veröffentlichung von Ultima VI erschien im August 2015 erstmals auch ein Sprachpatch, welcher das Spiel auf Deutsch spielbar macht. Auch hierbei handelt es sich um eine Übersetzung, die von einem Mitglied der Spielergemeinschaft erstellt wurde. Der deutsche Sprachpatch für Ultima VI folgt den Regeln der neuen deutschen Rechtschreibung.